# مادر عزیزم (ترانه توپاک)
«مادر عزیزم» (به انگلیسی: Dear Mama) ترانه‌ای از خواننده موسیقی هیپ هاپ آمریکایی توپاک شکور است که در ۲۱ فوریه ۱۹۹۵ به عنوان تک آهنگ از سومین آلبوم استودیویی وی، " من در برابر دنیا است. این ترانه ادای احترام به مادرش، افنی شکور است. شکور در این ترانه جزئیات فقر کودکی و اعتیاد مادرش به ترک کوکائین را بیان می‌کند، اما استدلال می‌کند که عشق و احترام عمیق او نسبت به مادرش خاطرات بد را جبران می‌کند. این آهنگ به مدت پنج هفته در صدر جدول بیلبورد بود و همچنین در جایگاه نه در ۱۰۰ تک‌آهنگ داغ بیلبورد. این آهنگ در ۱۳ ژوئیه ۱۹۹۵ از انجمن صنعت ضبط موسیقی ایالات متحده آمریکا گواهی پلاتین دریافت کرد.
«مادر عزیزم» با حضور در فهرست‌های «بزرگترین» متعدد، به‌طور مداوم در میان بهترین‌های ژانر خود قرار گرفته‌است. در سال ۲۰۰۹، این آهنگ به کتابخانه ثبت ملی در کتابخانه کنگره اضافه شد، وی این اثر را «از نظر فرهنگی، تاریخی یا زیبایی شناختی مهم یا اطلاع‌رسانی یا منعکس کننده زندگی در ایالات متحده» دانست. در یک اعلامیه مطبوعاتی، این سازمان این ترانه را «ادای احترام متحرک و شیوایی به مادر خود خواننده رپر مقصر و مادرانی که برای حفظ خانواده در برابر اعتیاد، فقر و بی‌تفاوتی جامعه تلاش می‌کنند» دانست.